# یواس‌اس انتوناگون (ای‌اوجی-۳۶)
یواس‌اس انتوناگون (ای‌اوجی-۳۶) (به انگلیسی: USS Ontonagon (AOG-36)) یک کشتی بود که طول آن 220 ft 6 in بود. این کشتی در سال ۱۹۴۴ ساخته شد.